# What the Game's Been Missing!
What The Game's Been Missing är ett album av den amerikanske rapparen Juelz Santana (eg. LaRon James). Det släpptes den 22 november 2005 och innehåller 22 låtar, bland andra Make It Work For Ya (feat. Lil' Wayne & Young Jeezy) och Clockwork.